# Estación Cerro Blanco
Cerro Blanco era una estación ferroviaria ubicada en el paraje rural del mismo nombre, en el Departamento Deseado, Provincia de Santa Cruz, Argentina.
Formaba parte del Ferrocarril Patagónico que iba de Puerto Deseado a Las Heras, inaugurado en el año 1914 y que originalmente estaba planeado para terminar en el Nahuel Huapi.

## Toponimia
El nombre proviene de un cerro salitroso que existe en las cercanías. Además, de su color blanco por la sal natural, también permanece parte del año con nieve. Es una de las pocas estaciones que conservó el nombre original que se le propuso.Esta denominación se impuso en forma definitiva el 8 de octubre de 1914 por un decreto presidencial dictado en reemplazo de la progresión kilométrica que hasta ese tiempo imperaba.

## Historia
La construcción de la vía férrea hasta esta estación estuvo a cargo del Ingeniero civil Juan A. Briano.
La estación se inauguró en el año 1914, y luego de un pequeño auge inicial -incluso se llegó a formalizar la creación de una localidad. El día 13 de julio de 1921, por decreto nacional y de acuerdo con el proyecto formulado por la Dirección de Tierras y Colonias, se crean una serie de pueblos, colonias agrícolas, pastoriles y mixtas en los territorios nacionales, entre ellos Cerro Blanco. Para ello se dispone una superficie de 2.000 hectáreas. En el censo de Territorios Nacionales realizado en 1920 figuran censadas 60 personas que habitaban en el ámbito urbano en torno a la localidad.
En esta estación existió una estafeta postal habilitada el 13 de septiembre de 1928, la cual fue clausurada el 8 de agosto de 1930.
El tren circuló por última vez en julio de 1978.A los pocos años de esta clausura fue depredada.
Ya para inicios de los años 1990 solo se podía encontrar en pie el andén. Siendo su falta de población el principal motivo de su depredación.
Hoy en día se encuentra totalmente destruida por obra del vandalismo sin control y abrazador clima patagónico. Sólo quedan en pie las paredes de la casa del jefe de estación y algunas estructuras de hormigón.
El 8 de julio de 2008, en un acto realizado en la Casa Rosada por Cristina Fernández de Kirchner, la Secretaría de Transporte, a cargo de Ricardo Jaime y dependiente del Ministerio de Planificación de Julio De Vido, adjudicó el reacondicionamiento y rehabilitación del tren patagónico.No obstante, Cerro Blanco no fue incluida en la lista de los puntos a rehabilitar. A pesar de esto, si fue nombrada en el mapa del proyecto que presenta el trazado ferroviarios y las estaciones más importantes.Tras la gran suma invertida por el estado y la inauguración en 2015 de las obras por parte del gobierno peronista, el ferrocarril no volvió a funcionar y gobierno fue acusado de un perjuicio de $92.000.000 de obra pública malversada.
En octubre de 2024 el gobernador Claudio Vidal anticipó que trabaja en el proyecto de recuperación del ferrocarril. El político aseguró que el tren cubriría los 285 kilómetros de recorrido y volvería a pasar por las estaciones Las Heras, Piedra Clavada, Koluel Kayke, Pico Truncado, Minerales, Fitz Roy, Jaramillo, Tellier y Puerto Deseado. A pesar de no ser mencionada Cerro Blanco entre las estaciones a rehabilitar; si fue nombrada en el mapa del proyecto que presenta el trazado ferroviarios y las estaciones más importantes.

## Funcionamiento

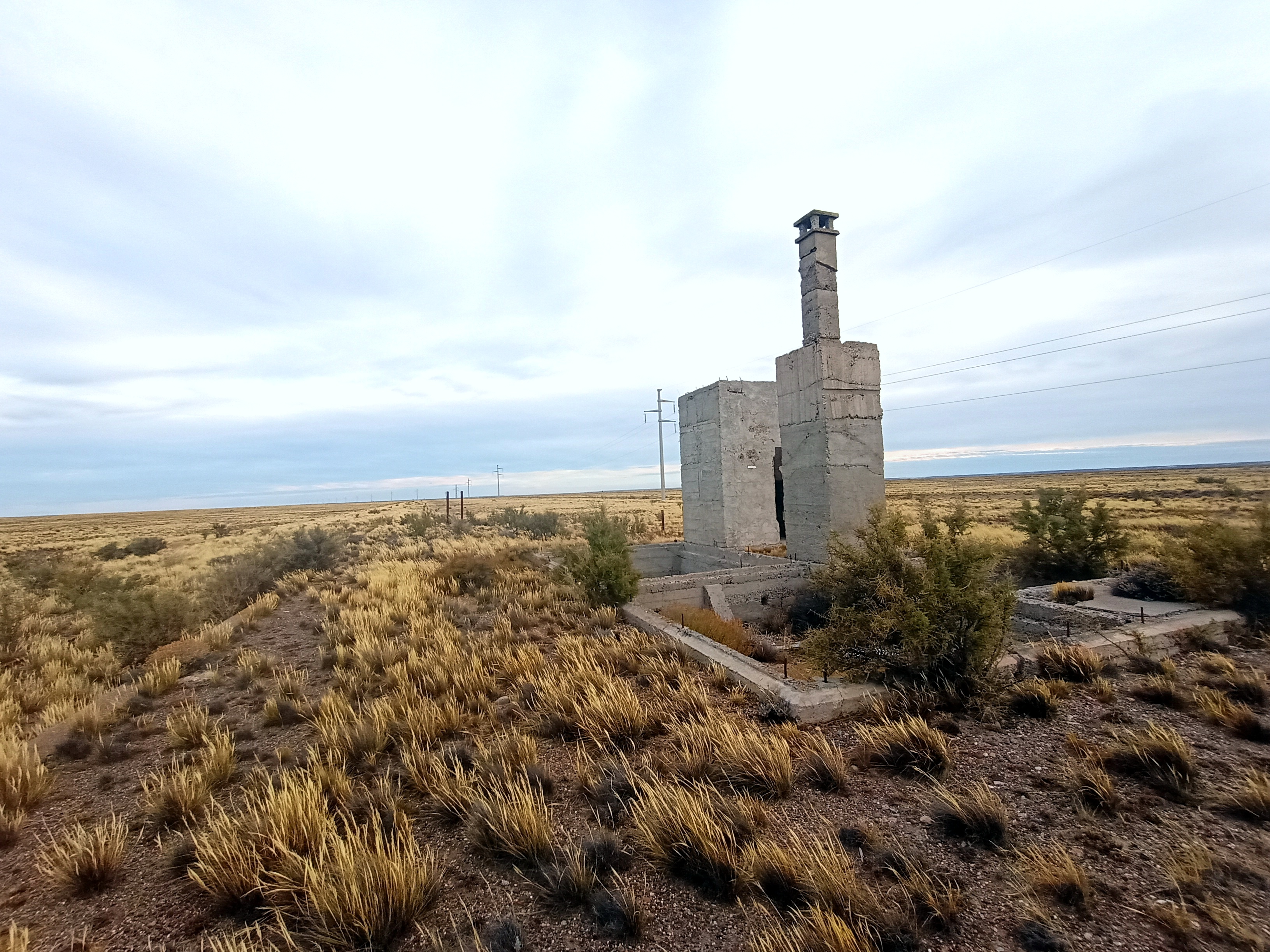
Restos de la estación con su apartadero invadido por la vegetación y su nomenclador vandalizado..

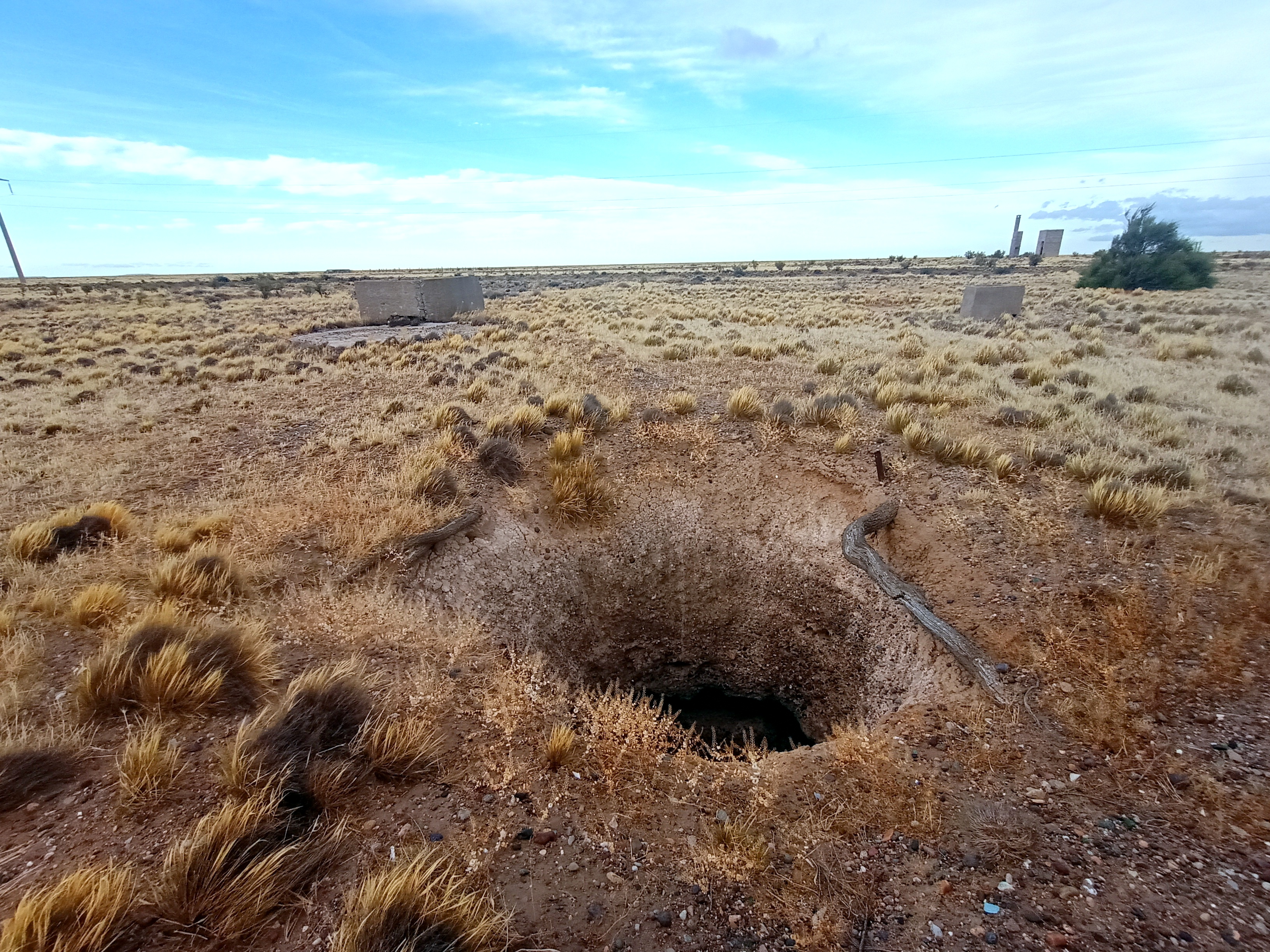
Aguada para ganado cerca de la estación.

Un análisis de itinerarios e informes de horarios lo largo del tiempo permite ver cómo fue variando el desempeño de esta estación a lo largo de su historia activa:
El primer informe de horario fue publicado en 1920 con datos vigentes desde el 20 de noviembre de 1917. El documento expuso que los trenes mixtos partían los lunes y jueves desde Deseado a las 8:00, visitaban Cerro Blanco a las 11:30 y arribaban a las 18:40 a Las Heras. Mientras que el regreso era los martes y sábado desde las Heras a las 8:30 horas con arribo, pasando por Cerro Blanco a las 14:14 y finalizando en Deseado a las 17:30. La carrera pendiente abajo desde Las Heras era de 1 hora menos y luego se redujo a 30 minutos. El tren a vapor completaba la distancia con Antonio de Biedma en 30 minutos y para el tramo Ramón Lista - Cerro Blanco se necesitaban 26 minutos.
El segundo informe de horario tuvo lugar el 1 de noviembre en 1928. El documento expuso que los trenes mixtos partían los lunes y jueves desde Deseado a las 9:00 horas, pasaban por Cerro Blanco a las 12:15 y arribaban a las 18:30 a Las Heras. Mientras que el regreso era los miércoles y sábado desde las Heras a las 9:00 horas, con llegada a Cerro Blanco a las 14:53 y culminación en Deseado a las 17:30. Por último, el itinerario informó que los trenes estaban provistos por coche comedor y distinguían entre primera y segunda clase. El tren unía los 20 kilómetros de distancia con Antonio de Biedma en 40 minutos y con Ramón Lista en otros 30 minutos.
El itinerario de 1930 no informó variaciones significativas respecto al itinerario de 1928. En documento se expuso información precisa de las tarifas: hacer todo el viaje del ferrocarril en primera costaba $24.05 o $13.60 en segunda. En tanto, para tramos simples como Deseado - Cerro Blanco era $6.90 en primera clase o $3.90 para la segunda.
El itinerario de 1934 brindó información extensa del ferrocarril. El servicio tuvo cambios significativos y era ejecutado por trenes mixtos los días jueves y domingo. El viaje a vapor fue mejorado en sus tiempos; partía a las 9 de Deseado, pasando por Cerro Blanco a las 11:37, para arribar a Las Heras 17:30. Gracias a esto el ferrocarril completó el recorrido en una hora menos; mientras que la distancia Cerro Blanco - Antonio de Biedma pasó a ser ejecutada en 30 minutos y la distancia con Ramón Lista a 20 minutos. En tanto, la vuelta desde Las Heras se producía los días martes y viernes desde las 9, con paso por Cerro Blanco a las 14:28 y arribo a estación Puerto Deseado a las 17:00. Por último, el documento arrojó un dato peculiar al haber clasificado, con una caligrafía diferente, a Cerro Blanco como estación de pocos movimientos o sin una población de importancia. Esta clasificación fue compartida con otras estaciones vecinas y similares.
Desde el informe de 1936 se observó una de las mayores mejorías en los servicios de este ferrocarril. El miércoles partía el tradicional tren mixto desde Deseado a las 9:00 con paso por Cerro Blanco a las 11:42 y arribo a Las Heras a las 17:30. Luego, el viernes retornaba desde Las Heras desde las 9, pasando por Cerro Blanco a las 14:33 para arribar a las 17:00 a Deseado. Por otro lado, el servicio de los lunes partía a las 9:30 y alcanzaba Las Heras a las 16:15. El mismo estuvo marcado por la introducción de ferrobuses diésel que aceleraron los tiempos del ferrocarril en 6:15 minutos. El viaje de regreso se producía el martes desde las 9:30 con arribo a Deseado a las 16:15. Llamativamente, no se informó horarios de arribo de esta estación y otras estaciones minoritarias vecinas para los servicios ejecutados por ferrobuses.
Otro informe de 1938 mostró la continuidad del servicio ejecutado por ferrobuses. Las condiciones de 1936 se mantuvieron sin modificaciones. Sin embargo, se mostró los horarios de todos los puntos que eran recorridos por ferrobuses; inclusive de las que eran paradas optativas. El ferrobús alcanzaba esta estación a las 11:12 y estaba distanciada de Antonio de Biedma por 24 minutos y en otros 17 minutos de Ramón Lista.

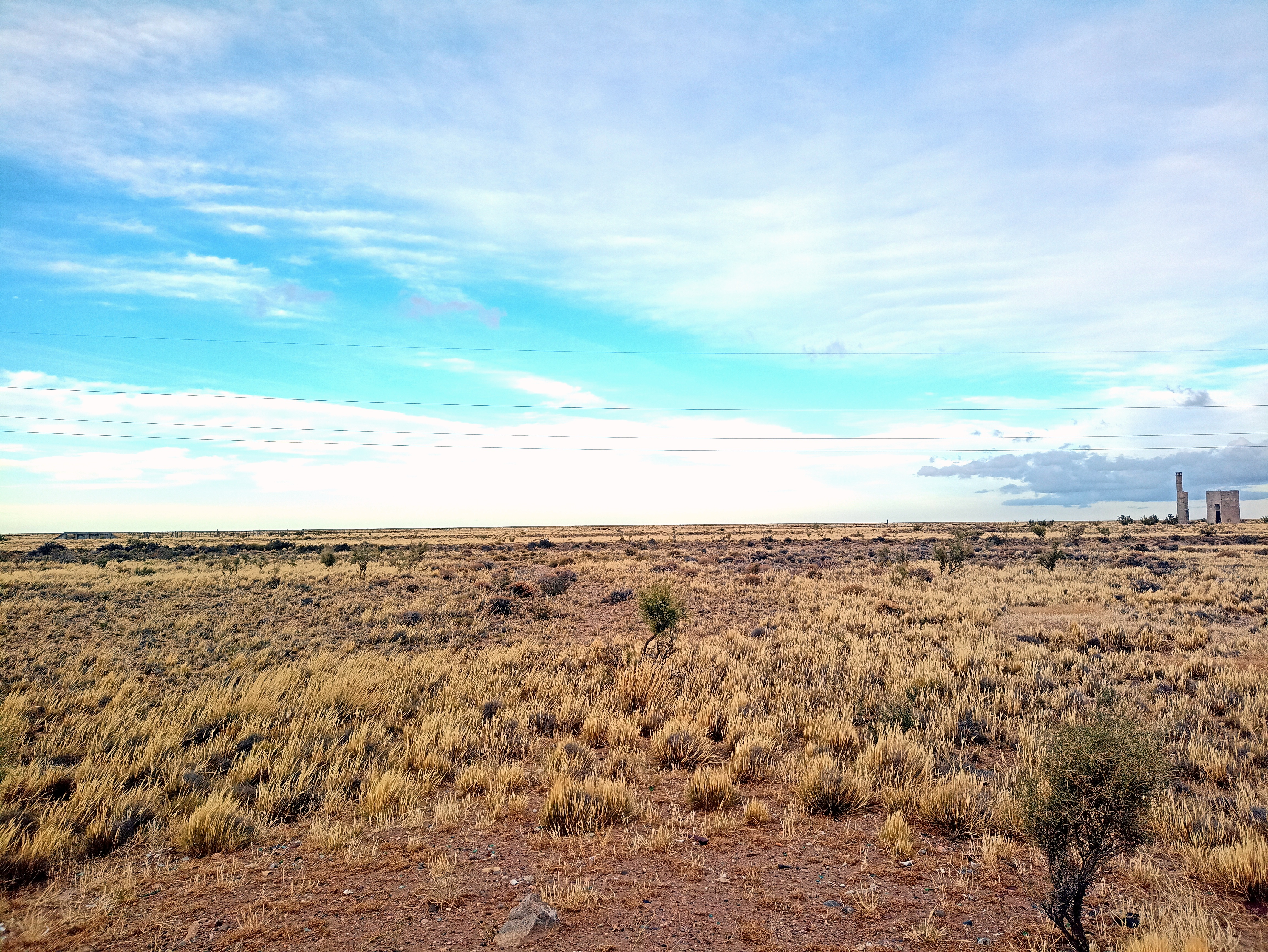
Todas las instalaciones de Cerro Blanco.

El itinerario de 1946 comunicó condiciones similares a los anteriores. No obstante, se presentó el abandono de los ferrobuses en favor del vapor. De esta forma, los viajes fueron ejecutados por trenes mixtos que partían con coche comedor los lunes desde Puerto Deseado a las 9:00 horas, paraba en Cerro Blanco a las 11:37 arribaba a las 17:30 a Las Heras. Luego, el regreso se producía el miércoles desde Las Heras desde las 9:00, pasado por Cerro Blanco a las 14:28 y arribo a Deseado sobre las 17:00 horas. Estaba separada de Ramón Lista por 25 minutos y de Antonio de Biedma por otros 27 minutos de distancia. Por último, El dato más relevante fue que la estación figuró como clausurada con estaciones similares y vecinas por primera vez. Además, fue escrita con caligrafía menor como otras estaciones, indicando poco movimiento o ausencia de población. Sin embargo, mantuvo las paradas del ferrocarril obligatorias en su andén.
El mismo itinerario de 1946 fue presentado por otra editorial y en él se hace mención menos detallada de los servicios de pasajeros de este ferrocarril. En el documento se confirmó las mismas condiciones del itinerario anterior. Por otro lado, las tarifas mantuvieron los valores y secciones de 1938.
El último informe de horarios de noviembre de 1955 expuso cambios significativos: todos los servicios de pasajeros pasaron a ser operados por ferrobuses. Asimismo, se modificaron los horarios y días; partiendo el coche motor desde Deseado los lunes, miércoles y viernes a las 13:30, visitando Cerro Blanco a las 15:12 y arribo a Las Heras a las 19:15 horas. El regreso se producía desde Las Heras martes, jueves y sábados con partida a las 13:30, paso por Cerro Blanco a las 17:13 y arribo a Deseado a las 18:45. El coche motor tardaba en unir Antonio de Biedma con Cerro Blanco unos 23 minutos y con Ramón Lista otros 27 minutos. La estación se mantuvo clausurada con todos sus servicios funcionando como paradas optativas.
En todos los itinerarios e informes de horarios del servicio siempre fue llamada Cerro Blanco.

## Infraestructura
Fue construida como estación de tercera clase y estaba ubicada a 156 m s. n. m. La progresión de las vías es de 80,9 kilómetros en este punto.
El primer documento que detalló el equipamiento de este punto fue el itinerario de 1934. El mismo detalla que Cerro Blanco estaba dotada de:
- Apartadero 623 m
- Capa freática 20,00 m

Posteriormente, un informe de 1958 califica a la estación como «embarcadero». El mismo estaba habilitado además de los tradicionales servicios de cargas y pasajeros, a transportar hacienda. Además, se especifica en el documento: «Se emita guía a o de la estación más allá. Habilitado para el recibo de cargas con flete pagado en procedencia y para el despacho de cargas con flete a pagar en destino únicamente. Recibe y despacha hacienda con previo arreglo únicamente". De este modo, las encomiendas fueron el servicio ausente en este punto. Su infraestructura y dimensiones la hacían estación de 3° clase ( el equipamiento más sencillo en este ferrocarril). Mientras que para desempeñar sus tareas ferroviarias se valía de:
- Apartadero 623 m.
- Corral 577 m².
- 1 rampa de costado.
- Capa freática 20,00 m.

La leve diferencia entre ambos documentos se puede deber a posteriores mejoras o una mejor medición.